# Rio Berecoi
O Rio Berecoi é um rio da Romênia afluente do Rio Căian, localizado no distrito de Hunedoara.